# Joey Devine
Pour les articles homonymes, voir Devine.
Joseph Neal Devine (né le 19 septembre 1983 à Junction City, Kansas, États-Unis) est un ancien lanceur droitier de baseball ayant évolué dans la Ligue majeure de 2005 à 2011.

## Carrière

### Braves d'Atlanta
Après des études secondaires à la Junction City High School de Junction City (Kansas), Joey Devine suit des études supérieures à l'Université d'État de Caroline du Nord où il porte les couleurs des North Carolina State Wolfpack de 2003 à 2005. Jouant principalement comme stoppeur, il enregistre 36 sauvetages en trois saisons universitaires.
Joey Devine est drafté le 7 juin 2005 par les Braves d'Atlanta au premier tour de sélection (27e choix). Il perçoit un bonus de 1,3 million de dollars à la signature de son premier contrat professionnel le 9 juin 2005 avant d'effectuer ses débuts en Ligue majeure dès le 20 août.
Les débuts au plus haut niveau sont difficiles pour Devine qui accorde deux grands chelems à l'occasion de ses deux premiers matchs. Il enregistre sa première victoire le 22 septembre 2007.

### Athletics d'Oakland
Il est échangé aux Athletics d'Oakland le 14 janvier 2008 en retour de Mark Kotsay.
Devine rate la saison 2009 après avoir subi une opération à l'épaule droite. Les A's renouvellent tout de même son contrat pour une saison. La convalescence du lanceur se poursuit en 2010 et il ne joue pas avant 2011.
S'alignant d'abord en ligues mineures à son retour au jeu après son opération, Devine rejoint les Athletics le 21 mai, 32 mois après son dernier match joué dans les majeures, et n'accorde aucun point à l'adversaire avant le 3 juin suivant. Fin juillet, il est cependant retourné dans les mineures après s'être montré erratique au monticule, accordant des buts-sur-balles et lançant hors cible lors d'une visite des A's au Yankee Stadium. Devine présente finalement une moyenne de points mérités de 3,52 en 23 manches pour Oakland en 2011, avec une victoire, une défaite et 20 retraits sur des prises.

## Statistiques
| Saison | Équipe  | G  | GS | CG | SHO | V | D | SV | IP   | SO | ERA   |
| ------ | ------- | -- | -- | -- | --- | - | - | -- | ---- | -- | ----- |
| 2005   | Atlanta | 5  | 0  | 0  | 0   | 0 | 1 | 0  | 5.0  | 3  | 12,60 |
| 2006   | Atlanta | 10 | 0  | 0  | 0   | 0 | 0 | 0  | 6.1  | 10 | 9,95  |
| 2007   | Atlanta | 10 | 0  | 0  | 0   | 1 | 0 | 0  | 8.1  | 7  | 1,08  |
| 2008   | Oakland | 42 | 0  | 0  | 0   | 6 | 1 | 0  | 45.2 | 49 | 0,59  |
| Totaux | Totaux  | 67 | 0  | 0  | 0   | 7 | 2 | 1  | 65.1 | 69 | 2,48  |

| Saison | Équipe  | G | GS | CG | SHO | V | D | SV | IP  | SO | ERA   |
| ------ | ------- | - | -- | -- | --- | - | - | -- | --- | -- | ----- |
| 2005   | Atlanta | 3 | 0  | 0  | 0   | 0 | 1 | 0  | 1.2 | 3  | 10,80 |
| Totaux | Totaux  | 3 | 0  | 0  | 0   | 0 | 1 | 0  | 1.2 | 3  | 10,80 |

Note : G = Matches joués ; GS = Matches comme lanceur partant ; CG = Matches complets ; SHO = Blanchissages ; 
V = Victoires ; D = Défaites ; SV = Sauvetages ; IP = Manches lancées ; SO = Retraits sur des prises ; ERA = Moyenne de points mérités.